# آن‌سوی تاریکی
آن‌سوی تاریکی (انگلیسی: Beyond the Darkness) با نامِ اصلیِ اُمگای تیره (ایتالیایی: Buio Omega) یک فیلم بهره‌کشی ترسناک به کارگردانی جو داماتو است که در سال ۱۹۷۹ منتشر شد. از بازیگران فیلم می‌توان به چینزیا مونرئاله و فرانکا استوپی اشاره کرد.